# Cárano (general)
Cárano (en griego antiguo: Κάρανος muerto en 329 a. C.), fue un macedonio del cuerpo llamado hetairoi (griego:ἑταῖροι). Fue uno de los generales enviados por Alejandro Magno contra Satibarzanes cuándo incitó a Aria a la revolución. Cárano y sus colegas resultaron victoriosos, y Satibarzanes fue vencido y asesinado en el invierno del 330 a. C. En 329 a. C., Cárano fue nombrado, junto con Andrómaco y Menedemo, bajo el mando del licio Farnuces, para actuar contra Espitamenes, el sátrapa sublevado de Sogdiana. Su aproximación le obligó a levantar el asedio de Maracanda; pero en la batalla que siguió, les derrotó con la ayuda de un cuerpo de caballería escita, y les forzó a retirarse al río Politimeto, en cuyas orillas boscosas les prometieron refugio. La temeridad sin embargo o cobardía de Cárano, le llevó a intentar el paso del río con la caballería bajo su mando y el resto de las tropas después de él con prisa y en desorden, que fueron destruidas por el enemigo.